# Diktatura

Index demokracie (2021). červená = autoritativní režimy, žlutá = hybridní režimy; zelená = demokracie

Diktatura je autoritativní a nedemokratická forma vlády, ve které je neomezená politická moc držena diktátorem nebo politickou skupinou. Obvykle jsou zároveň omezeny svoboda slova, médií či shromažďování. S příchodem 19. a 20. století se diktatura a její protipól demokracie staly dvěma hlavními formami vlády na světě a postupně eliminovaly monarchie, nejrozšířenější formu vlády v předindustriální éře. Diktatury se určitými aspekty monarchismu, zvláště pak absolutismu, inspirují. Obvykle nejsou dědičné, ale existují i takové formy (např. v Severní Koreji). Diktaturu nelze definovat absencí voleb, neboť mnoho diktátorů volby naopak organizuje k posílení své legitimity doma i v zahraničí. Tyto volby pak povětšinou manipuluje, případně nedovolí ve volbách kandidovat skutečné opozici, což může zdůvodnit různými způsoby.

## Typy diktatur
S pojmem diktatura jsou spojovány další politologické pojmy jako autoritarismus či totalitarismus, avšak nejde o synonyma. Totalitarismus, definovaný původně Hanah Arendtovou, se vyznačuje úplnou kontrolou vlády nad masovou komunikací a sociálními i ekonomickými organizacemi a propracovanou ideologií, podle níž je společnost organizována. Autoritarismus si vystačí s kontrolou politické sféry a silových složek (armády, policie), ale může nechat volnost například ekonomickým subjektům, nebo někdy do jisté míry i médiím a kultuře. Politologové se neshodují na tom, zda každou totalitární společnost lze zároveň označit za diktaturu. Rozdíl mezi diktaturou a autoritarismem někteří politologové definují tím, že diktátor lidem slibuje svobodu v budoucnu nebo je jim tato svoboda formálně zaručena ústavou, kdežto autoritářský režim takový příslib nedává ani není vláda lidu zakotvena v zákonech. S touto definicí se ovšem neztotožňují všichni badatelé, a proto jsou pojmy někdy jako synonymické chápány.
Existují různé typy diktatur, například politoložka Barbara Geddesová definovala pět typů diktatur: vojenská diktatura, diktatura jedné strany, osobní diktatura, monarchická diktatura a hybridní diktatura.
Ve vojenské diktatuře se moci povětšinou ujímá armáda jako instituce a obvykle vládne skupina vysokých důstojníků zvaná junta. Tento typ diktatur se stal velmi typickým ve 20. století v Jižní Americe. Vláda junt bývá typicky poměrně krátkodobá. Někdy armáda dosadí do čela země civilní osobu, a ta se pak opírá o její moc. Taková vláda může být trvalejší.
V diktaturách jedné strany jsou mocenskými elitami obvykle členové vládnoucího orgánu strany, (ústřední výbor, politbyro, sekretariát). Tyto skupiny jednotlivců kontrolují výběr stranických funkcionářů a organizují distribuci výhod příznivcům.
V osobních diktaturách je veškerá moc v rukou jednoho člověka, jakkoli osobní diktátor může být příslušníkem armády či členem určité strany, což pak může klasifikaci diktatury znesnadňovat. V osobních diktaturách bývá obvyklé, že mocenská skupina je tvořena blízkými přáteli nebo příbuznými diktátora, neboť loajalita je pro takového diktátora mnohem vyšší hodnotou než kompetence, což tento typ diktatury obvykle handicapuje co do kvality fungování institucí. Tento typ diktatur také vykazuje mnohem větší nestabilitu v oblasti zahraniční politiky a častěji též vstupuje do válek s jinými zeměmi. Represe vlastního obyvatelstva bývají velmi násilné a obvykle se ani nemaskují nějakou zákonností, což naopak typicky činí stranické diktatury. Také korupce a klientelismus jsou v průměru u těchto diktatur vyšší. Ačkoli jsou osobní diktatury považovány za křehké a zranitelné, výzkumy to nepotvrzují. Barbara Geddesová vypočítala životnost diktatur na základě dat z 1946 až 2000 a zjistila, že zatímco vojenské režimy zůstávají u moci průměrně 8,5 roku, osobní diktatury 15 let. Režimy jedné strany a monarchické diktatury mají ale průměrnou životnost nejdelší : 24-25 let. Osobní diktatury ovšem dosahují zdaleka nejhorších ekonomických výsledků, což je velký problém Afriky, kde se tradice osobních diktatur nejvíce rozvinula.
Monarchické diktatury jsou v režimech, ve kterých osoba královského původu zdědila absolutní moc v souladu s přijatou praxí nebo ústavou. Podle některých politologů ovšem nelze takový režim označit za diktátorský, pakliže vláda lidu není kodifikována či slíbena, nebo dokonce je-li kodifikován princip, že lid vládne prostřednictvím svého monarchy.
Hybridní monarchie kombinují prvky všech výše uvedených typů, obvykle prvních tří, ale někdy se do hry dostává i dědičnost.
Za typický příklad vojenské diktatury lze označit vládu Barmy po převzetí moci armádou roku 2021, za typický příklad stranické diktatury Vietnam nebo Čínu, osobní diktatury například vládu Teodoro Obianga Nguemy v Rovníkové Guineji, za monarchickou diktaturu je někdy označována například Saúdská Arábie, hybridní rysy vykazuje režim v Severní Koreji, kde je přítomen princip osobní diktatury, stranické diktatury, princip dědičnosti moci (tedy monarchický) a zároveň velkou úlohu hraje armáda. Severokorejský režim ale někteří politologové doporučují řadit spíše do kategorie totalitárního režimu.
Mezi další politology zabývající se dělením diktatur patří Franz Neumann, ten je dělí na tři typy:
1. Jednoduchá: moc je uplatňována tradičními nástroji vlády. (policie, armáda, byrokracie, soudy)
2. Caesaristická: je více osobní, diktátor usiluje o získání podpory mezi lidmi, aby mohl svůj režim legitimizovat.
3. Totalitní: zanikají rozdíly mezi státem a společností, mezi veřejným a soukromým, právní stát se mění na policejní, moc se koncentruje v rukách monopolní strany, která slouží jako prostředek kontroly společnosti.[3]

## Měření
Jedním z úkolů politologie je měřit a klasifikovat režimy buď jako diktatury, nebo jako demokracie. Nejznámějšími metodologiemi jsou ty, které používá v pravidelných hodnoceních úrovně demokracie ve světě organizace Freedom House a Index demokracie, který sestavuje britský týdeník The Economist. Obecně existují dva přístupy k výzkumu: minimalistický přístup, který se zaměřuje na to, zda země pokračuje ve volbách, v nichž vládne konkurence, a maximalistický přístup, který rozšiřuje koncept demokracie tak, aby zahrnoval lidská práva, práva menšin, svobodu tisku a právní stát. V Indexu demokracie dlouhodobě vychází jako nejdiktátorštější a nejméně demokratický region na planetě Blízký východ a severní Afrika. Nejtvrdší režimy vládnou podle měření z roku 2020 v těchto zemích (pořadí od nejhoršího): Severní Korea, Konžská demokratická republika, Středoafrická republika, Sýrie, Čad, Turkmenistán, Laos, Rovníková Guinea, Tádžikistán, Libye, Jemen, Saúdská Arábie, Uzbekistán, Burundi, Eritrea, Írán, Čína, Bahrajn, Súdán a Bělorusko, které je tak nejméně svobodnou zemí v Evropě. Druhou nejhůře umístěnou evropskou zemí je Kazachstán, třetí Rusko, čtvrtou Turecko, pátou Bosna a Hercegovina.

## Dějiny
Pojem diktatury pochází ze starověkého Říma, kde v případě mimořádných situací byl na příkaz senátu jmenován na půl roku jedním z konzulů diktátor s neomezenými pravomocemi. Původně nebyla diktatura vnímána negativně. Funkce zvaná dictator byl úřad, jehož kompetence byly téměř výlučně vojenského charakteru. Pozitivní smysl tohoto pojmu byl zachován až do 19. století – ještě Garibaldi se v roce 1860 prohlásil za diktátora. Za typ státního uspořádání pak začala být diktatura chápána až po nástupu fašistů k moci v Itálii.

## Současnost

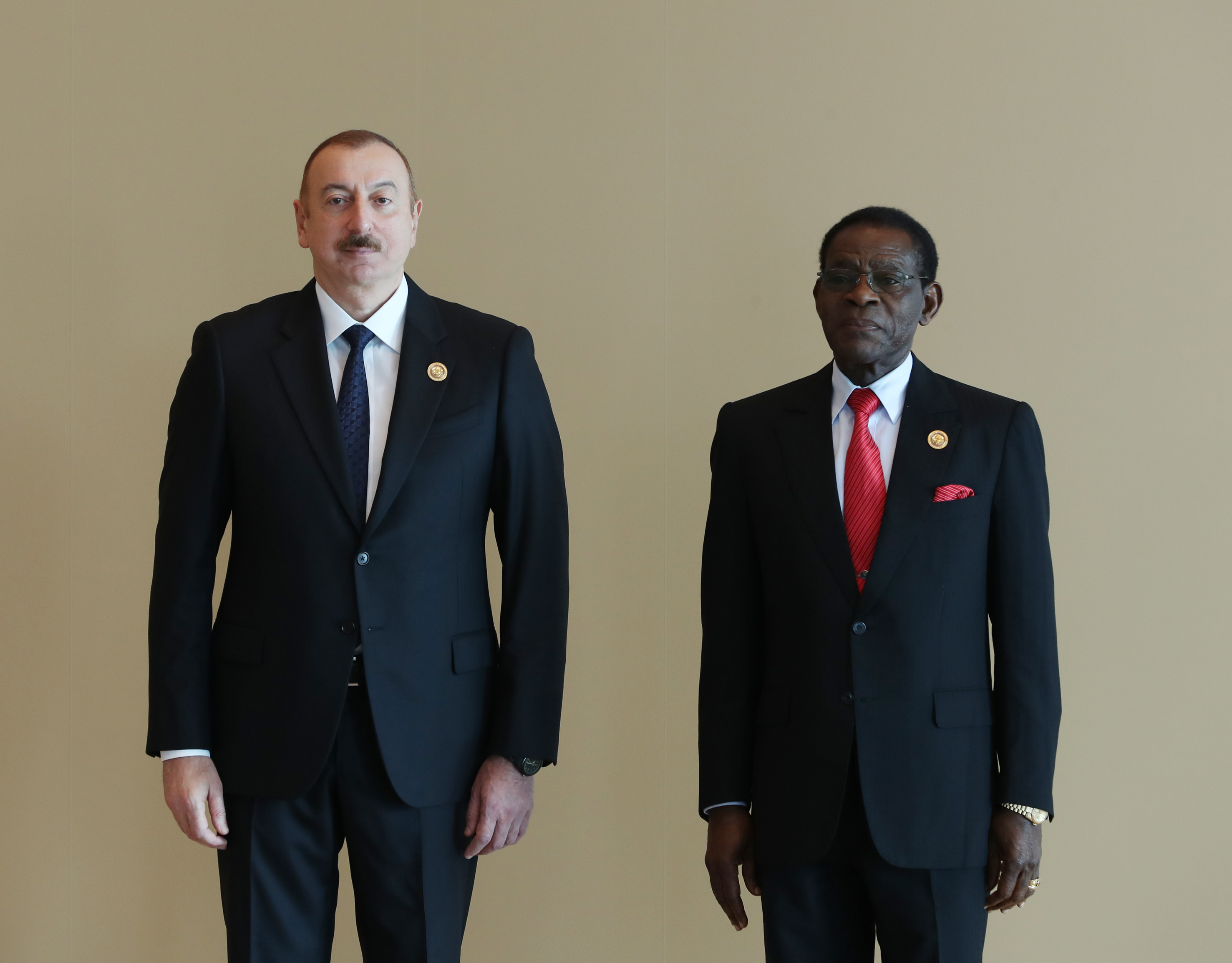
Ázerbájdžánský autokratický prezident Ilham Alijev (vlevo) a Teodoro Obiang Nguema, který od roku 1979 vládne jako diktátor v Rovníkové Guineji.

V Evropě je v současnosti diktátorem Vladimir Putin a bývá za něj označován současný běloruský prezident Alexandr Lukašenko, zejména po posledních prezidentských volbách v roce 2020 a po únosu civilního letadla s novinářem Ramanem Pratasevičem. Mimo Evropu býval známý např. bývalý kubánský vůdce Fidel Castro, haitský prezident Jean-Claude Duvalier, filipínský prezident Ferdinand Marcos, zairský prezident Mobutu Sese Seko nebo libyjský vůdce Muammar Kaddáfí. Za novodobou diktaturu jsou považovány Severní Korea, Turkmenistán, některé africké země (například Eritrea, Egypt nebo Zimbabwe), nebo také jihoamerická Venezuela. Některé dnešní absolutní monarchie, jako Saúdská Arábie nebo Omán, jsou některými jejich kritiky označovány rovněž jako diktatury. Velká část těchto novodobých diktatur se potýká se značnými ekonomickými potížemi způsobenými jak neefektivní vládou a všudypřítomnou korupcí, tak velmi často i mezinárodními sankcemi za rozsáhlé zločiny proti lidskosti.